# 7인의 탈출
《7인의 탈출》은 2023년 9월 15일부터 2023년 11월 17일까지 방송되었던 SBS 금토 드라마이다.

## 기획의도
수많은 사람들의 거짓말과 욕망이 뒤엉켜 사라진 한 소녀. 소녀의 실종에 연루된 7명의 악인들의 생존 투쟁과, 그들을 향한 피의 응징을 그린 피카레스크 복수극

## 제작진

### 제작사
- 스튜디오 S
- 초록뱀미디어

### 제작
- 한정환
- 서장원
- 유호성

### 극본
- 김순옥

### 연출
- 주동민
- 오준혁

## 시청률
최저 시청률과 최고 시청률은 시청률 조사회사와 지역별로 시청률에 차이가 있을 수 있습니다.
| 2023년 | 2023년    | 2023년         | 2023년         | 2023년       | 2023년 |
| 회차   | 방송일    | TNMS 시청률    | 닐슨 시청률    | 닐슨 시청률  |        |
| 회차   | 방송일    | 대한민국(전국) | 대한민국(전국) | 서울(수도권) |        |
| ------ | --------- | -------------- | -------------- | ------------ | ------ |
| 제1회  | 9월 15일  | 5.1%           | 6.0%           | 5.4%         |        |
| 제2회  | 9월 16일  | 5.9%           | 6.1%           | 6.3%         |        |
| 제3회  | 9월 22일  | 5.6%           | 6.7%           | 6.5%         |        |
| 제4회  | 9월 23일  | 7.0%           | 7.7%           | 7.3%         |        |
| 제5회  | 9월 29일  | -              | 5.6%           | 5.5%         |        |
| 제6회  | 9월 30일  | 6.4%           | 7.3%           | 7.0%         |        |
| 제7회  | 10월 13일 | 6.2%           | 6.8%           | 7.1%         |        |
| 제8회  | 10월 14일 | 6.7%           | 6.5%           | 6.5%         |        |
| 제9회  | 10월 20일 | 5.4%           | 6.0%           | 6.7%         |        |
| 제10회 | 10월 21일 | -              | 5.7%           | 5.9%         |        |
| 제11회 | 10월 27일 | 4.8%           | 5.3%           | 5.3%         |        |
| 제12회 | 10월 28일 | -              | 5.6%           | 5.8%         |        |
| 제13회 | 11월 3일  | 5.9%           | 7.2%           | 7.4%         |        |
| 제14회 | 11월 4일  | -              | 5.6%           | 5.7%         |        |
| 제15회 | 11월 10일 | 4.7%           | 5.2%           | 5.5%         |        |
| 제16회 | 11월 11일 | -              | 5.2%           | 5.3%         |        |
| 제17회 | 11월 17일 | -              | 6.6%           | 7.3%         |        |

## 편성 변경 안내
- 2023년 9월 23일: 방송시간이 10분 늘어난 관계로 9시 50분으로 편성 변경.
- 2023년 9월 29일: 2022년 항저우 아시안 게임 중계 방송 편성 관계로 인한 밤 10시 20분 편성 변경.
- 2023년 9월 30일: 6화가 19세 이상 시청가로 방송하는 관계로 금요일 정규 방송 시간과 동일한 밤 10시로 편성 변경.
- 2023년 10월 6일~2023년 10월 7일: 2022년 항저우 아시안 게임 중계 방송 편성 관계로 인한 결방.
- 2023년 10월 13일: 방송시간이 10분 늘어난 관계로 9시 50분으로 편성 변경.
- 2023년 10월 14일: 방송 시간이 30분 늘어난 관계로 9시 40분으로 편성 변경.
- 2023년 10월 28일: 방송 시간이 10분 늘어난 관계로 9시 50분으로 편성 변경.
- 2023년 11월 4일: 방송 시간이 10분 늘어난 관계로 9시 50분으로 편성 변경.
- 2023년 11월 11일: 방송 시간이 5분 늘어난 관계로 9시 55분으로 편성 변경.

## 수상 목록
- 2023년 SBS 연기대상 남자 신인 연기상 (김도훈)
- 2023년 SBS 연기대상 미니시리즈 장르&액션 부문 남자 우수 연기상 (이준)
- 2023년 SBS 연기대상 미니시리즈 장르&액션 부문 여자 우수 연기상 (이유비)

## OST
- Part.1 솔라 - EXIT (2023. 9. 23. 발매)
- Part.2 리차드파커스 - Disappear (2023. 10. 14. 발매)
- Special Track: MONE(배우: 이유비) - Sunset Kiss (2023. 10. 21. 발매)

## 같이 보기
- 2023년 대한민국의 텔레비전 드라마 목록